# Ern Malley
Ern Malley, ein fiktionaler Dichter, war die zentrale Figur in der bekanntesten Fälschung der australischen Literatur und wurde einer der bekanntesten Namen in der Geschichte der nationalen Poesie.

## Die Geschichte
Die von seinen Erfindern James McAuley und Harold Stewart erdachte Biografie besagt, dass Ernest Lalor Malley 1918 in Großbritannien geboren wurde und als Kind mit seinen Eltern und der Schwester Ethel nach Australien auswanderte. Beide Eltern starben während der 1920er Jahre, und Malley lebte alleine in Sydney, wo er als Versicherungskaufmann arbeitete. Sein anderes Leben als Dichter wurde erst nach seinem frühen Tod im Alter von 25 Jahren bekannt, als Ethel einen Stapel unveröffentlichter Gedichte in seinem Besitz fand.
Ethel verstand nichts von Poesie, aber ein Freund schlug ihr vor, die Gedichte an Max Harris, einen 22-jährigen Avantgarde-Dichter und Literaturkritiker in Adelaide zu schicken. Dieser hatte 1940 das modernistische Magazin Angry Penguins gegründet. Ethel schickte das Paket zusammen mit einem Brief, in dem sie Harris’ Meinung zu den Gedichten ihres verstorbenen Bruders erfragte. Siebzehn von ihnen, keines länger als eine Seite, sollten hintereinander unter dem Titel The Darkening Ecliptic gelesen werden. Das war Malleys komplettes Werk, aber es sollte eine Revolution im kulturellen Leben Australiens auslösen.
Das erste Gedicht in der Sequenz hieß Durer: Innsbruck, 1495 (Gemälde):
Albrecht Dürer
 Blick auf Innsbruck

Link zum Bild

(Bitte Urheberrechte beachten)
I had often, cowled in the slumbrous heavy air,
Closed my inanimate lids to find it real,
As I knew it would be, the colourful spires
And painted roofs, the high snows glimpsed at the back,
All reversed in the quiet reflecting waters - 
Not knowing then that Durer perceived it too.
Now I find that once more I have shrunk
To an interloper, robber of dead men's dream,
I had read in books that art is not easy
But no one warned that the mind repeats
In its ignorance the vision of others. I am still
The black swan of trespass on alien waters.
Harris sagte später, er habe die Gedichte mit wachsender Begeisterung gelesen. Er hielt Ern Malley für einen Dichter von der Klasse eines W. H. Auden oder Dylan Thomas. Er zeigte die Werke seinen literarischen Freunden, die seine Einschätzung teilten, dass ein bislang völlig unbekannter modernistischer Poet von großer Bedeutung im vorstädtischen Australien entdeckt worden war. Er entschied sich, eine Spezialausgabe von Angry Penguins zu veröffentlichen, und gab eine auf den Gedichten basierende Zeichnung von Sidney Nolan für die Titelseite in Auftrag.
Die „Herbst 1944“-Ausgabe erschien wegen kriegsbedingter Verzögerungen beim Druck im Juni. Harris warb dafür in der kleinen Welt der australischen Schriftsteller und Kritiker. Die Reaktion war nicht wie erhofft oder erwartet; ein Artikel in der Studentenzeitung der Universität von Adelaide parodierte Malleys Gedichte und behauptete, Harris habe sie in einer umfangreichen Fälschung selbst geschrieben. Andere begannen zu fragen, wer dieser Ern Malley sei und warum niemand zuvor etwas von ihm gehört hatte.

## Die Fälscher und die Betrogenen
Am 17. Juni spekulierte die Daily Mail von Adelaide, dass Harris eher der Betrogene als der Fälscher sei. Durch die Meldung alarmiert, engagierte Harris einen Privatdetektiv, um herauszufinden, ob Ern und Ethel Malley jemals existierten. In der folgenden Woche präsentierte die Sunday Sun in Sydney das Ergebnis ihres investigativen Journalismus und behauptete, dass die Ern-Malley-Gedichte in Wirklichkeit von zwei anderen jungen Poeten, James McAuley und Harold Stewart, geschrieben worden seien.
McAuley und Stewart hatten, wie sich herausstellte, Ern und Ethel Malley aus dem Nichts erfunden. Sie hatten das ganze The Darkening Ecliptic an einem Nachmittag geschrieben, indem sie notierten, was ihnen gerade einfiel, und Wörter und Phrasen aus dem Concise Oxford Dictionary, der Sammlung Collected Shakespeare und einem Dictionary of Quotations einflochten.
„Wir öffneten beliebige Bücher und suchten zufällig ein Wort oder eine Phrase heraus. Wir erstellten daraus Listen und verbanden sie zu unsinnigen Sätzen. Wir zitierten falsch und machten falsche Andeutungen. Wir produzierten absichtlich schlechten Stil und wählten komische Reime aus einem Ripman’s Rhyming Dictionary.“
(„We opened books at random, choosing a word or phrase haphazardly. We made lists of these and wove them in nonsensical sentences. We misquoted and made false allusions. We deliberately perpetrated bad verse, and selected awkward rhymes from a Ripman's Rhyming Dictionary.“)
McAuley und Stewart dienten zu dieser Zeit beide in der Armee, aber vor dem Krieg gehörten sie zur Welt der Bohème-Kunst in Sydney. McAuley war als Schauspieler und Sänger in linken Revues an der Universität von Sydney aufgetreten. Sie waren jedoch künstlerische Konservative, die die modernistische Kunst und Poesie hassten und den „Verlust von Bedeutung und Handwerk“ in der Poesie beklagten. Sie verachteten vor allem den kleinen Kreis um Angry Penguins. Sie hatten eine hohe Meinung von ihren eigenen dichterischen Fähigkeiten und beneideten Harris wegen seines frühzeitigen Erfolgs, der ihnen noch verwehrt war.
„Mr Max Harris und andere Autoren des Angry Penguins repräsentieren den australischen Ableger einer literarischen Mode, die in England und den Vereinigten Staaten berühmt geworden ist“, schrieben sie nach der Aufdeckung der Fälschung. „Das bestimmende Merkmal dieser Mode ist unserer Ansicht nach, dass es seine Anhänger unempfänglich für Absurdität und unfähig für ein angemessenes Urteilsvermögen gemacht hat. Nach unserem Gefühl haben es die Vertreter dieses humorlosen Unsinns durch Prozesse kritischer Selbsttäuschung und gegenseitiger Bewunderung geschafft, es angeblichen Intellektuellen und Bohème-Künstlern als großartige Poesie zu vermitteln. Jedoch war es möglich, dass wir es einfach nicht geschafft hatten, in die innere Substanz dieser Produktionen einzudringen. Die Frage konnte nur durch ein Experiment geklärt werden. Es war schließlich fair genug. Wenn Mr Harris ausreichendes Urteilsvermögen bewies, um die Gedichte zurückzuweisen, wäre der Spieß umgedreht.“
(„Mr Max Harris and other Angry Penguins writers represent an Australian outcrop of a literary fashion which has become prominent in England and America. The distinctive feature of the fashion, it seemed to us, was that it rendered its devotees insensible of absurdity and incapable of ordinary discrimination. Our feeling was that by processes of critical self-delusion and mutual admiration, the perpetrators of this humourless nonsense had managed to pass it off on would be intellectuals and Bohemians, both here and abroad, as great poetry. However, it was possible that we had simply failed to penetrate to the inward substance of these productions. The only way of settling the matter was by way of experiment. It was, after all, fair enough. If Mr Harris proved to have sufficient discrimination to reject the poems, then the tables would have been turned.“)

## Reaktionen
Für das Australien von 1943 war dies der beste Spaß seit Jahren, und die Ern-Malley-Fälschung beherrschte wochenlang die Titelseiten der Zeitungen. Harris war erfreulich gedemütigt, und Angry Penguins ereilte bald das Schicksal der meisten Avantgarde-Poesie-Magazine.
Die meisten Menschen, auch sehr gebildete mit einem künstlerischen Interesse, waren eindeutig von der Gültigkeit von McAuleys und Stewarts „Experiment“ überzeugt. Sie hatten absichtlich schlechte Poesie verfasst und es unter einem glaubwürdigen Pseudonym Australiens prominentestem Herausgeber modernistischer Poesie vermittelt und ihn vollständig in die Sache verwickelt. Er konnte „echte“ Poesie nicht von der Fälschung, Gutes nicht von Schlechtem unterscheiden.
Die Ern-Malley-Fälschung hatte langfristige Nachwirkungen. Der Oxford Companion to Australian Literature bemerkt:
„Wichtiger als die Fälschung selbst war die Wirkung, die sie auf die Entwicklung der australischen Poesie hatte. Die kräftige und berechtigte Modernismusbewegung in der australischen Literatur, die von vielen Autoren und Kritikern zusammen mit den Mitgliedern der Angry Penguins-Gruppe unterstützt wurde, erlitt einen schweren Rückschlag und das konservative Element wurde zweifellos gestärkt.“
(„More important than the hoax itself was the effect it had on the development of Australian poetry. The vigorous and legitimate movement for modernism in Australian writing, espoused by many writers and critics in addition to the members of the Angry Penguins group, received a severe setback, and the conservative element was undoubtedly strengthened.“)
Die Kontroverse über Ern Malley dauerte mehr als zwanzig Jahre. Sie ging über Australien hinaus, als bekannt wurde, dass der britische Literaturkritiker Herbert Read auf die Fälschung hereingefallen war. Modernistische Romanciers wie Patrick White und abstrakte Maler waren vom gleichen Schlag. Da sowohl literarische Konservative wie McAuley und Stewart als auch die linksgerichtete nationalistische Schule um Vance und Nettie Palmer den Modernismus gleichermaßen, wenn auch aus unterschiedlichen Gründen, verabscheuten, warf Ern Malley einen langen Schatten über das kulturelle Leben Australiens.

## Historische Perspektive
Heute sind sowohl der katholische Traditionalismus McAuleys als auch der linke Nationalismus der Palmers tot. McAuley starb 1976, und Lippenbekenntnisse würdigten ihn als „großen Poeten“. Diese Aussagen kamen vor allem von den politisch Konservativen rund um das Kulturmagazin Quadrant, das er im Namen der Australian Association for Cultural Freedom gegründet hatte, einer Gruppe, die – wie sich später herausstellte – von der CIA gefördert wurde. Aber nur wenige Leute lasen seine Poesie. Harold Stewart zog 1965 nach Japan und verschwand aus dem öffentlichen Interesse.
Max Harris jedoch machte für den Rest seines langen und bunten Lebens das Beste aus der Ern-Malley-Fälschung und seinem schlechten Ruf, nachdem er seine Erniedrigung überwunden hatte. Von 1951 bis 1955 veröffentlichte er ein anderes Literaturmagazin, das er Ern Malley’s Journal nannte. 1961 gab er als Geste des Trotzes die Ern-Malley-Gedichte erneut heraus, da McAuley und Stewart schließlich, unabhängig von ihrer eigentlichen Intention, bemerkenswerte Gedichte geschrieben hätten. Harris wurde ein erfolgreicher Buchhändler und Zeitungskolumnist. Er starb wie Stewart 1995.
Ern Malley selbst wurde eine gefeierte Figur. Seine Gedichte werden regelmäßig neu veröffentlicht und oft zitiert, mehr als irgendetwas, was McAuley oder Stewart unter ihren eigenen Namen geschrieben hatten. Als der australische Historiker Humphrey McQueen seine Geschichte des australischen Modernismus The Black Swan of Trespass nannte, wurde die Anspielung sofort erkannt.
Auf einer ernsthafteren Ebene vertreten einige Literaturkritiker die Ansicht, dass McAuley und Stewart sich bei der Erfindung der Ern-Malley-Gedichte selbst überlistet hätten. „Manchmal ist der Mythos größer als sein Schöpfer“, schrieb Max Harris („Sometimes the myth is greater than its creators.“). Harris hatte natürlich ein persönliches Interesse an Malley, aber andere haben ihm zugestimmt. Robert Hughes schrieb:
„Das zentrale Argument von Erns Verteidigern war, dass seine Schöpfung die Gültigkeit surrealistischer Vorgänge bewies: dass McAuley und Stewart, indem sie den Schutz fallen ließen und sich der freien Assoziation und dem Zufall öffneten, Inspiration durch die Hintertür der Parodie erreichten; und obwohl dies nicht für alle Gedichte behauptet werden kann, von denen einige teilweise oder vollständig Kauderwelsch sind, enthält die Aussage ein Körnchen Wahrheit ... Die Energie der Erfindung, die McAuley und Stewart zur Erschaffung von Ern Malley veranlasste, produzierte eine Ikone von literarischem Wert und deshalb geistert er weiterhin durch unsere Kultur.“
(„The basic case made by Ern's defenders was that his creation proved the validity of surrealist procedures: that in letting down their guard, opening themselves to free association and chance, McAuley and Stewart had reached inspiration by the side-door of parody; and though this can't be argued on behalf of all the poems, some of which are partly or wholly gibberish, it contains a ponderable truth... The energy of invention that McAuley and Stewart brought to their concoction of Ern Malley created an icon of literary value, and that is why he continues to haunt our culture.“)
Ern Malley war keinesfalls die letzte notorische Fälschung, die in Australiens literarischer Gemeinschaft auftrat, die jüngsten sind wahrscheinlich Helen Demidenko und – noch in der Ermittlung – Norma Khouri.